# Coupe de France féminine de football 2021-2022
Navigation
Coupe de France 2020-2021 Coupe de France 2022-2023
La Coupe de France de football 2021-2022 est la 21e édition de la Coupe de France féminine, compétition à élimination directe mettant aux prises des clubs de football amateurs et professionnels affiliés à la Fédération française de football, qui l'organise conjointement avec les ligues régionales.

## Déroulement de la compétition
Le système est le même que celui utilisé les années précédentes.
Il n'y a pas de prolongation dans la compétition.
Les équipes de Division 2 entrent en lice au premier tour fédéral, tandis que les D1 prennent part à la compétition à partir des seizièmes de finale.

## Calendrier
| Nom                               | Dates retenues         | Équipes participantes | Équipes restantes |                 |
| Phase régionale                   | Phase régionale        | Phase régionale       | Phase régionale   | Phase régionale |
| --------------------------------- | ---------------------- | --------------------- | ----------------- | --------------- |
| Tours régionaux                   | dates régionales       |                       | 114               |                 |
| Finales régionales                | dates régionales       | 114                   | 57                |                 |
| Phase fédérale                    |                        |                       |                   |                 |
| Entrée des 23 clubs de Division 2 |                        |                       |                   |                 |
| 1er tour                          | 20 et 21 octobre 2021  | 80                    | 40                |                 |
| 2e tour                           | 11 et 12 décembre 2021 | 40                    | 20                |                 |
| Phase finale                      |                        |                       |                   |                 |
| Entrée des 12 clubs de Division 1 |                        |                       |                   |                 |
| Seizièmes de finale               | 8 et 9 janvier 2022    | 32                    | 16                |                 |
| Huitièmes de finale               | 29 et 30 janvier 2022  | 16                    | 8                 |                 |
| Quarts de finale                  | 5 et 6 mars 2022       | 8                     | 4                 |                 |
| Demi-finales                      | 26 et 27 mars 2022     | 4                     | 2                 |                 |
| Finale                            | 15 mai 2022            | 2                     | 1                 |                 |

## Résultats

### Phase fédérale

#### Premier tour fédéral
Les 57 clubs qualifiés des finales régionales sont rejoints par les 23 clubs de Division 2. Le tirage au sort est effectué le 3 novembre 2021.

### Phase finale

#### Seizièmes de finale
Les 20 clubs qualifiés du deuxième tour fédéral sont rejoints par les 12 clubs de Division 1.
| Date                | Heure | Club                       | Résultat     | Club                      | Stade                                           | Réf.    |
| ------------------- | ----- | -------------------------- | ------------ | ------------------------- | ----------------------------------------------- | ------- |
| dimanche 9 janvier  | 14h30 | Dijon FCO (D1)             | 0 - 0 4-5tab | Paris Saint-Germain (D1)  | Stade des Poussots, Dijon                       | Rapport |
| samedi 8 janvier    | 14h30 | AS Saint-Étienne (D1)      | 2 - 7        | Montpellier HSC (D1)      | Stade Salif Keita, Saint-Étienne                | Rapport |
| samedi 8 janvier    | 16h00 | Girondins de Bordeaux (D1) | 0 - 4        | Olympique lyonnais (D1) T | Stade Sainte-Germaine, Le Bouscat               | Rapport |
| dimanche 9 janvier  | 14h30 | FC Nantes (D2)             | 2 - 1        | En avant Guingamp (D1)    | Stade Marcel-Saupin, Nantes                     | Rapport |
| dimanche 9 janvier  | 14h30 | RC Lens (D2)               | 1 - 3        | Stade de Reims (D1)       | Stade Degouve-Brabant, Arras                    | Rapport |
| dimanche 9 janvier  | 14h30 | OGC Nice (D2)              | 0 - 3        | FC Fleury 91 (D1)         | Stade de la Plaine, Nice                        | Rapport |
| dimanche 9 janvier  | 14h30 | ASJ Soyaux (D1)            | 2 - 1        | US Orléans (D2)           | Stade Léo Lagrange, Soyaux                      | Rapport |
| mercredi 12 janvier | 14h30 | GPSO 92 Issy (D1)          | 1 - 5        | Lille OSC (D2)            | Cité des Sports, Issy-les-Moulineaux            | Rapport |
| dimanche 9 janvier  | 14h30 | FC Lorient (R1)            | 0 - 9        | Paris FC (D1)             | Stade du Moustoir, Lorient                      | Rapport |
| dimanche 9 janvier  | 12h00 | RC Strasbourg (D2)         | 1 - 1 6-5tab | Stade brestois (D2)       | Stade Jean-Nicolas Muller, Strasbourg           | Rapport |
| samedi 8 janvier    | 14h30 | US Saint-Malo (D2)         | 1 - 1 3-4tab | Le Havre AC (D2)          | Stade Marville, Saint-Malo                      | Rapport |
| dimanche 9 janvier  | 14h30 | ASPTT Albi (D2)            | 2 - 0        | Le Puy Foot 43 (D2)       | Stade Maurice-Rigaud, Albi                      | Rapport |
| dimanche 9 janvier  | 13h00 | Grenoble Foot 38 (D2)      | 1 - 1 2-3tab | Rodez AF (D2)             | Stade du Vercors, Grenoble                      | Rapport |
| dimanche 9 janvier  | 14h30 | FF Yzeure AA (D2)          | 1 - 1 5-4tab | Toulouse FC (R1)          | Stade de Bellevue, Yzeure                       | Rapport |
| dimanche 9 janvier  | 14h30 | Grand Calais Pascal (R1)   | 3 - 0        | US Saint-Vit (R1)         | Stade de l'Épopée, Calais                       | Rapport |
| dimanche 9 janvier  | 12h00 | AS Monaco FF (R1)          | 3 - 1        | US Colomiers (R2) P       | Stade du Prince Héréditaire Jacques, Beausoleil | Rapport |

#### Huitièmes de finale
| Date                | Heure | Club                       | Résultat     | Club                      | Stade                                           | Réf. |
| ------------------- | ----- | -------------------------- | ------------ | ------------------------- | ----------------------------------------------- | ---- |
| samedi 29 janvier   | 14h00 | Paris Saint-Germain (D1)   | 3 - 0        | Olympique lyonnais (D1) T | Camp des Loges, Saint-Germain-en-Laye           |      |
| samedi 29 janvier   | 14h30 | RC Strasbourg (D2)         | 1 - 4        | FC Fleury 91 (D1)         | Stade Jean-Nicolas Muller, Strasbourg           |      |
| samedi 29 janvier   | 14h30 | Paris FC (D1)              | 5 - 1        | Le Havre AC (D2)          | Stade Charléty, Paris                           |      |
| samedi 29 janvier   | 19h30 | AS Monaco FF (R1) P        | 0 - 4        | Stade de Reims (D1)       | Stade du Prince Héréditaire Jacques, Beausoleil |      |
| dimanche 30 janvier | 14h30 | Grand Calais Pascal (R1) P | 0 - 4        | Rodez AF (D2)             | Stade de l'Épopée, Calais                       |      |
| dimanche 30 janvier | 14h30 | ASPTT Albi (D2)            | 0 - 6        | Montpellier HSC (D1)      | Stade Maurice-Rigaud, Albi                      |      |
| dimanche 30 janvier | 14h30 | FF Yzeure AA (D2)          | 1 - 1 5-4tab | Lille OSC (D2)            | Stade de Bellevue, Yzeure                       |      |
| dimanche 30 janvier | 14h30 | ASJ Soyaux (D1)            | 0 - 3        | FC Nantes (D2)            | Stade Léo Lagrange, Soyaux                      |      |

#### Quarts de finale
| Date            | Heure | Club                 | Résultat     | Club                     | Stade                             | Réf. |
| --------------- | ----- | -------------------- | ------------ | ------------------------ | --------------------------------- | ---- |
| samedi 5 mars   | 14h00 | Montpellier HSC (D1) | 1 - 3        | Paris Saint-Germain (D1) | Stade Bernard-Gasset, Montpellier |      |
| samedi 5 mars   | 14h30 | Paris FC (D1)        | 1 - 1 3-4tab | FC Fleury 91 (D1)        | Stade Charléty, Paris             |      |
| dimanche 6 mars | 14h30 | Stade de Reims (D1)  | 0 - 0 0-3tab | FC Nantes (D2) P         | Stade Louis-Blériot, Bétheny      |      |
| dimanche 6 mars | 14h30 | Rodez AF (D2) P      | 0 - 1        | FF Yzeure AA (D2) P      | Stade Paul-Lignon, Rodez          |      |

#### Demi-finale
| Date             | Heure | Club                | Résultat | Club                     | Stade                                  | Réf. |
| ---------------- | ----- | ------------------- | -------- | ------------------------ | -------------------------------------- | ---- |
| samedi 26 mars   | 14h15 | FC Fleury 91 (D1)   | 2 - 4    | Paris Saint-Germain (D1) | Stade Auguste Gentelet, Fleury-Mérogis |      |
| dimanche 27 mars | 15h00 | FF Yzeure AA (D2) P | 2 - 1    | FC Nantes (D2) P         | Stade de Bellevue, Yzeure              |      |

#### Finale
| Coupe de France féminine Finale | FF Yzeure Allier Auvergne | 0–8   | Paris Saint-Germain                                              | Stade Gaston-Gérard, Dijon |  |
| dimanche 15 mai 2022 18h15      |                           | (0–6) | 3e 7e 31e Katoto · 9e Dudek · 12e 58e Lawrence · 13e 72e Däbritz |                            |  |

## Synthèse

### Localisation des clubs engagés pour la phase finale
| [[Fichier:France location map-Regions and departements-2016.svg\|700px\|{{#if:\|{{{alt}}}\|Coupe de France féminine de football 2021-2022 est dans la page France .]]Paris SG Olympique lyonnais Girondins de Bordeaux Montpellier HSC Paris FC EA Guingamp FC Fleury Stade de Reims Dijon FCO ASJ Soyaux GPSO 92 Issy AS St-Étienne FC Lorient FC Nantes OGC Nice RC Lens US Orléans Lille OSC RC Strasbourg Stade brestois US Saint-Malo Le Havre AC ASPTT Albi Le Puy Foot 43 Grenoble Foot 38 Rodez AF FF Yzeure AA Toulouse FC Grand Calais Pascal US Saint-Vit AS Monaco FF US Colomiers Localisation des clubs qualifiés pour la phase finale. · Seizième de finalistes · Huitième de finalistes · Quart de finalistes · Demi-finalistes · Finaliste · Vainqueur | · [[Fichier:Ile-de-France_region_location_map.svg\|300px\|{{#if:\|{{{alt}}}\|Coupe de France féminine de football 2021-2022 est dans la page Île-de-France .]]Paris SG Paris FC FC Fleury GPSO 92 Issy Localisation des clubs d'Île-de-France qualifiés pour la phase finale. · Seizième de finalistes · Huitième de finalistes · Quart de finalistes · Demi-finalistes · Finaliste · Vainqueur |

### Nombre d'équipes par division et par tour
| Divisions / Manches | 1er tour fédéral | 2e tour fédéral | 16es de finale | 8es de finale | Quarts de finale | Demi-finales  | Finale        | Vainqueur     |
| ------------------- | ---------------- | --------------- | -------------- | ------------- | ---------------- | ------------- | ------------- | ------------- |
| Division 1 (1)      | absents          | absents         | 12             | 7             | 5                | 2             | 1             | 1             |
| Division 2 (2)      | 23               | 18              | 14             | 7             | 3                | 2             | 1             | Aucune équipe |
| Régional 1 (3)      | 49               | 20              | 5              | 2             | Aucune équipe    | Aucune équipe | Aucune équipe | Aucune équipe |
| Régional 2 (4)      | 5                | 2               | 1              | Aucune équipe | Aucune équipe    | Aucune équipe | Aucune équipe | Aucune équipe |
| Régional 3 (5)      | 1                | Aucune équipe   | Aucune équipe  | Aucune équipe | Aucune équipe    | Aucune équipe | Aucune équipe | Aucune équipe |
| Départemental (6+)  | 2                | Aucune équipe   | Aucune équipe  | Aucune équipe | Aucune équipe    | Aucune équipe | Aucune équipe | Aucune équipe |
| Total               | 80               | 40              | 32             | 16            | 8                | 4             | 2             | 1             |

### Parcours des clubs professionnels
- Les clubs de Division 2 font leur entrée dans la compétition lors du premier tour fédéral.
- Les clubs de Division 1 font leur entrée dans la compétition lors des seizièmes de finale.

## Meilleures buteuses
Seuls les matchs de la phase finale sont pris en compte. Mise à jour le 15 mai 2022.
|   | Joueuse                 | Club                | Buts |
| - | ----------------------- | ------------------- | ---- |
| 1 | Marie-Antoinette Katoto | Paris SG            | 7    |
| 2 | Mathilde Bourdieu       | Paris FC            | 5    |
| 2 | Ewelina Kamczyk         | FC Fleury 91        | 5    |
| 4 | Seynabou Mbengue        | FF Yzeure AA        | 4    |
| 4 | Gaëtane Thiney          | Paris FC            | 4    |
| 6 | Esther Mbakem-Niaro     | Montpellier HSC     | 3    |
| 6 | Lena Petermann          | Montpellier HSC     | 3    |
| 8 | Lorena Azzaro           | Lille OSC           | 2    |
| 8 | Vicki Becho             | Stade de Reims      | 2    |
| 8 | Laura Bourgoin          | ASJ Soyaux          | 2    |
| 8 | Manon Cazes             | ASPTT Albi          | 2    |
| 8 | Daphne Corboz           | Paris FC            | 2    |
| 8 | Rachel Corboz           | Stade de Reims      | 2    |
| 8 | Sara Däbritz            | Paris SG            | 2    |
| 8 | Kadidiatou Diani        | Paris SG            | 2    |
| 8 | Camille Dolignon        | Grand Calais Pascal | 2    |
| 8 | Laura Domecq            | AS Monaco FF        | 2    |
| 8 | Melchie Dumornay        | Stade de Reims      | 2    |
| 8 | Thelma Eninger          | FC Nantes           | 2    |
| 8 | Rosemonde Kouassi       | FC Fleury 91        | 2    |
| 8 | Ashley Lawrence         | Paris SG            | 2    |
| 8 | Clarisse Le Bihan       | Montpellier HSC     | 2    |
| 8 | Nérilia Mondésir        | Montpellier HSC     | 2    |
| 8 | Wendie Renard           | Olympique lyonnais  | 2    |
| 8 | Ouleymata Sarr          | Paris FC            | 2    |
| 8 | Dominika Škorvánková    | Montpellier HSC     | 2    |